# Command & Conquer
Command & Conquer (dobesedno »poveljuj in osvoji«, okrajšano C&C) z neformalnim podnaslovom Tiberian Dawn je realnočasovna strateška videoigra razvijalcev Westwood Studios, ki je izšla leta 1995 pri založbi Virgin Interactive.
Ob izidu je doživela izreden kritiški in komercialen uspeh; zaradi elementov, ki so danes nepogrešljiv del realnočasovnih strateških videoiger, jo mnogi smatrajo za utemeljiteljico zvrsti, predvsem pa za igro, ki je največ pripomogla k njeni popularizaciji (večino osnovnih elementov je vsebovala že predhodnica, Dune II). Izvirnik, napisan za MS-DOS, je bil kasneje predelan še za Windows 95, Mac OS, Sega Saturn, Sony PlayStation in Nintendo 64. Skupno je bilo prodanih prek milijon izvodov, z nadaljevanji pa je nastala cela franšiza, ki je postala »skoraj sinonim za realnočasovne strateške igre«.
Leta 2007, ob 12. obletnici izdaje, je trenutni lastnik avtorskih pravic Electronic Arts ponudil igro za brezplačen prenos, tako da sodi zdaj med brezplačno programje. 5. junija 2020 so v sodelovanju s studiem Petroglyph Games izdali remasterizirano različico z izboljšano grafiko in zvokom ter drugimi izboljšavami, v kompletu Command & Conquer Remastered Collection (skupaj z naslednikom, Red Alert).

## Zgodba
Zgodba je postavljena v alternativno leto 1995, po padcu meteorita ob italijanski reki Tiberi. Z njim pride na Zemljo skrivnostna snov, ki jo poimenujejo tiberij (Tiberium) in prične zaradi sposobnosti samoreplikacije počasi preraščati planet. Hrati zaradi učinka kristalizacije dragocenih kovin iz tal postane izjemno iskana. Kmalu po dogodku se v javnosti pojavi starodavna bratovščina z imenom Brotherhood of Nod (okrajšano NOD), ki je že pred časom napovedala padec meteorita in je pričela razvijati metode za izkoriščanje tiberija. Bratovščina pod vodstvom samooklicanega mesije, karizmatičnega Kanea, pride kmalu v položaj, ko nadzoruje skoraj polovico industrije tiberija in prične financirati naraščajočo vojsko privržencev. Po seriji bombnih napadov na različne tarče in množični paniki, ki sledi, se svetovne vlade zavejo, da izvaja bratovščina starodaven načrt za svetovno prevlado. Zato Varnostni svet Združenih narodov vzpostavi vojaško organizacijo z imenom Global Defense Initiative (GDI) da bi se zoperstavila bratovščini, spopad pa nato preraste v svetovno vojno.
Igralec lahko prevzame vlogo poveljnika katerekoli od obeh strani in skozi približno 15 misij na vsaki strani v enoigralskem načinu pripomore k prevladi svoje frakcije v Evropi (GDI) oz. Afriki (NOD). Skupaj vsebuje igra 50 enoigralskih misij, vendar sta njihov izbor in zaporedje v kampanji odvisna od igralčevih odločitev ter dosežkov. Med misijami se vrtijo igrani video posnetki, ki razlagajo zgodbo; skupno je v igri preko 60 minut videa.

## Igranje
V splošnem poteka igranje tako, da igralec zgradi bazo in z zbiranjem tiberija financira izgradnjo vojske, s katero nato premaga nasprotnika. Misija se v večini primerov začne tako, da dobi igralec bodisi že postavljeno futuristično gradbišče (»construction yard«), bodisi premično gradbeno vozilo (»mobile construction vehicle« ali MCV), ki se na primernem mestu spremeni v gradbišče. To mu odpre možnost za gradnjo rafinerije tiberija, ki jo lahko postavi neposredno ob gradišču. Z rafinerijo dobi vozilo - kombajn (»harvester«) za tiberij in nadaljnje možnosti za gradnjo. Mnoge zgradbe odprejo nove možnosti izdelave zgradb ali enot. Gradnja poteka preprosto tako, da igralec klikne na ustrezno ikono, ki prične odštevati čas, potreben za dokončanje, ter finance z računa. Končana zgradba se z izbiro mesta ob že obstoječi razpre iz zemlje, enota pa se pripelje ali prikoraka iz ustrezne zgradbe. Dodaten omejujoč dejavnik je količina električne energije, ki jo samodejno proizvajajo elektrarne, ko so zgrajene. Vsaka zgradba porablja majhno količino energije in če je te premalo, se vsa aktivnost baze ustavi. Poleg zgradb za proizvodnjo so na voljo še obrambni sistemi. V nekaterih misijah dobi igralec samo nekaj enot, s katerimi mora opraviti specifično nalogo.
Frakciji v igri imata različen videz uporabniškega vmesnika in zgradb ter enot, vendar so značilnosti osnovnih zgradb enake. Nekoliko se razlikujeta po taktični usmeritvi. Enote GDI so trpežnejše, a počasnejše in dražje, frakcija ima v kasnejšem delu igre večji dostop do zračne in pomorske podpore. Nasprotno so enote NOD šibkejše, a hitre in razmeroma poceni, zaradi česar so manj primerne za neposreden spopad.

### Večigralski način
Različica za DOS je kot prva realnočasovna strateška igra podpirala hkratno igranje do 4 igralcev, kar je dodatno pripomoglo k njenem uspehu. Podpirala je igranje preko omrežja in direktno (za dva igralca) preko serijske povezave ali modema. V škatli z igro sta bila dva CD ploščka, vsak izmed katerih je vseboval kampanjo ene od frakcij, a je bila sicer igra na njem kompletna, tako da sta lahko v večigralskem načinu z enim izvodom igrala dva.
Predelava za Windows 95 (Command & Conquer Gold) je poleg ostalih popravkov vsebovala možnost internetne povezave. Zaradi sprememb omrežnih protokolov v sistemih Windows 2000 in novejših možnost igranja prek lokalnega omrežja ni več delovala, kar je rešil neuradni popravek, ki pretvori vso komunikacijo med računalniki v protokol UDP.

## Sistemske zahteve
DOS: 486 DX2 66 MHz, 8 MB RAM, MS-DOS 5.0, MCGA grafična kartica, zvočna kartica kompatibilna s standardom Sound Blaster, 30 MB prostora na trdem disku, CD-ROM pogon z 2x hitrostjo
 Windows: Pentium 60 MHz, 8 MB RAM (16 MB »močno priporočenih«), 1 MB grafična kartica, kompatibilna z DirectDraw, zvočna kartica kompatibilna z DirectSound, 30 MB prostora na trdem disku, CD-ROM pogon z 2x hitrostjo